# Luzein
Luzein é uma comuna da Suíça, no Cantão Grisões, com cerca de 1.146 habitantes. Estende-se por uma área de 31,63 km², de densidade populacional de 36 hab/km². Confina com as seguintes comunas: Conters im Prättigau, Fideris, Jenaz, Küblis, Sankt Antönien, Sankt Antönien-Ascharina, Schiers.
A língua oficial nesta comuna é o Alemão.